# Peraleda de San Román
Peraleda de San Román és un municipi de la província de Càceres, a la comunitat autònoma d'Extremadura (Espanya).

## Símbols
L'escut de Peraleda es defineix així:
| « | Un camp d'argent sembrat de pereres de sinople, fruitats d'or; el cap de gules, carregat amb un bàcul d'abat d'or amb sudari de plata posat en banda. Per timbre una corona reial tancada. | » |

## Límits del terme municipal
Peraleda limita amb:
- Bohonal de Ibor al nord-oest;
- El Gordo per una petita franja al nord;
- Berrocalejo i Valdelacasa de Tajo al nord-est;
- Garvín a l'est i sud-est;
- Castañar de Ibor a l'oest.